# Qamil Teliti
Qamil Teliti   (Kavajë, 1919 - Tirana, 1977) fou un futbolista albanès de la dècada de 1940.
Fou 13 cops internacional amb la selecció albanesa.
Pel que fa a clubs, defensà els colors de Besa, Dinamo, Tirana, Partizani i Vllaznia.